# شميتس (اسم)
شميتس هو اسم عائلة ألماني. وينطق شميتز باللغة الإنجليزية. ومن الذين يحملون هذا الاسم:
- أرنولد شميتس (1893–1980) - عالم موسيقى ألماني وباحث في أعمال بيتهوفن.
- بوب شميتز (1939-2004) - لاعب كرة قدم أمريكي.
- برونو شميتز (1858-1916) - مهندس معماري ألماني
- داني شميتز (مواليد 1955) - مدرب بيسبول في فرق جامعية.
- يوجين شميتز (1864-1928) - عمدة سان فرانسيسكو وقت زلزال 1906
- جريج دين شميتز (مواليد 1970) - صحفي أفلام أمريكي على الإنترنت.
- هيكتور آرون شميتز أو إيتوري شميتز (1861-1928) - اسم ميلاد المؤلف الإيطالي إيتالو سفيفو.
- جيمس إتش شميتز (1911-1981) - كاتب خيال علمي أمريكي.
- جيم شميتز - مدرب بيسبول أمريكي في فرق جامعية.
- يوهانس أندرياس شميتس (1621–1652) - طبيب هولندي.
- جون جي شميتز - مرشح رئاسي أمريكي.
- جوني شميتز (1920-2011) - لاعب بيسبول أمريكي.
- جوزيف إي شميتز (مواليد 1958) - مسؤول سابق في وزارة الدفاع الأمريكية ومدير تنفيذي في شركة بلاكووتر الأمنية.
- كيم شميتس (مواليد 1974) - رجل أعمال ألماني.
- ليونارد شميتز (1807-1890) - عالم ألماني المولد متخصص في اللغات الكلاسيكية عمل بشكل رئيسي في المملكة المتحدة
- مارك شميتس (مواليد 1963) - فنان ألماني.
- أوليفر شميتز (مواليد 1960) - مخرج سينمائي من جنوب إفريقيا.
- بيتر شميتز (مواليد 1954) - مسؤول في الأمم المتحدة.
- رالف شميتز (مواليد 1974) - ممثل ألماني.
- ريتشارد شميتز (1885–1954) - عمدة فيينا في النمسا.
- روبرت شميتز (1889-1949) - عازف بيانو ومؤلف موسيقي فرنسي أمريكي.
- زابينه شميتز (1969-2021) - سائق سباق ألماني.
- ساشا شميتس (مواليد 1972) - مغني بوب ألماني.
- سيجريد شميتس (مواليد 1961) - فسيولوجي ألماني.
- سيبيل شميتز (1909-1955) - ممثلة ألمانية.
- تود شميتز (مواليد 1978) - مدرب سباحة أمريكي

## الأماكن
- بحيرة شميتز - بحيرة في ولاية ساوث داكوتا.
- حديقة شميتز - في سياتل.
- جدول حديقة شميتز.